# Garelli
Garelli fou una empresa italiana fabricant de ciclomotors i motocicletes que va ser fundada per Adalberto Garelli el 1919 a Sesto San Giovanni (Llombardia). Després de diversos canvis de propietat i de seu, des del 2018 la marca és propietat d'una societat de San Marino que es dedica principalment a la fabricació de motocicletes elèctriques.

## Història

### Orígens
El 1909, Adalberto Garelli (1886–1968) es va llicenciar en enginyeria i es va dedicar al desenvolupament i perfeccionament d'un motor de dos temps per a Fiat, fins que el 1911 plegà de l'empresa a causa de la manca d'interès d'aquesta per aquesta mena de motors. Malgrat tot, va continuar dissenyant el motor pel seu compte i el 1912 en va patentar un de dos temps de pistó doble. El 1914 muntà aquest motor, amb una cilindrada de 350 cc, en un prototip de motocicleta anomenat "350", amb el qual pujà al Moncenisio per a provar-ne la fiabilitat. Garelli va treballar per a altres fabricants de motocicletes entre 1914 i 1918, període durant el qual va guanyar un concurs de disseny de motocicletes organitzat per l'exèrcit italià en què hi presentà un prototipus basat en el seu motor de 350 cc.
El 1919 va néixer oficialment l'empresa Garelli Motociclette a Sesto San Giovanni. La primera motocicleta en producció fou la versió definitiva de l'anterior "350". Inicialment era disponible en només dues versions: la "Normale da Turismo" i la "Raid Nord-Sud". Aquesta darrera commemorava la gesta protagonitzada aquell mateix any, 1919, pel pilot Ettore Girardi, qui va cobrir amb la 350 la distància, rellevant per a l'època, de 840 km entre Milà i Nàpols a una velocitat mitjana de 38,29 km/h.
La Garelli 350 estigué en producció fins a 1926 i tingué un impacte important a les curses. Molts pilots italians famosos com ara Ernesto Gnese, Tazio Nuvolari o Achille Varzi van començar la seva carrera esportiva amb motocicletes Garelli. La darrera versió de competició de la 350, el 1926, lliurava 20 CV a 4.500 rpm i arribava als 130 km/h. Després, l'activitat de Garelli en el sector de la motocicleta anà minvant gradualment i a partir del 1928 la producció es concentrà principalment en aparells d'ús militar, com ara compressors de motors i generadors, fins al punt que el 1936, Garelli deixà de figurar a la llista de fàbriques italianes de motocicletes.

### La postguerra

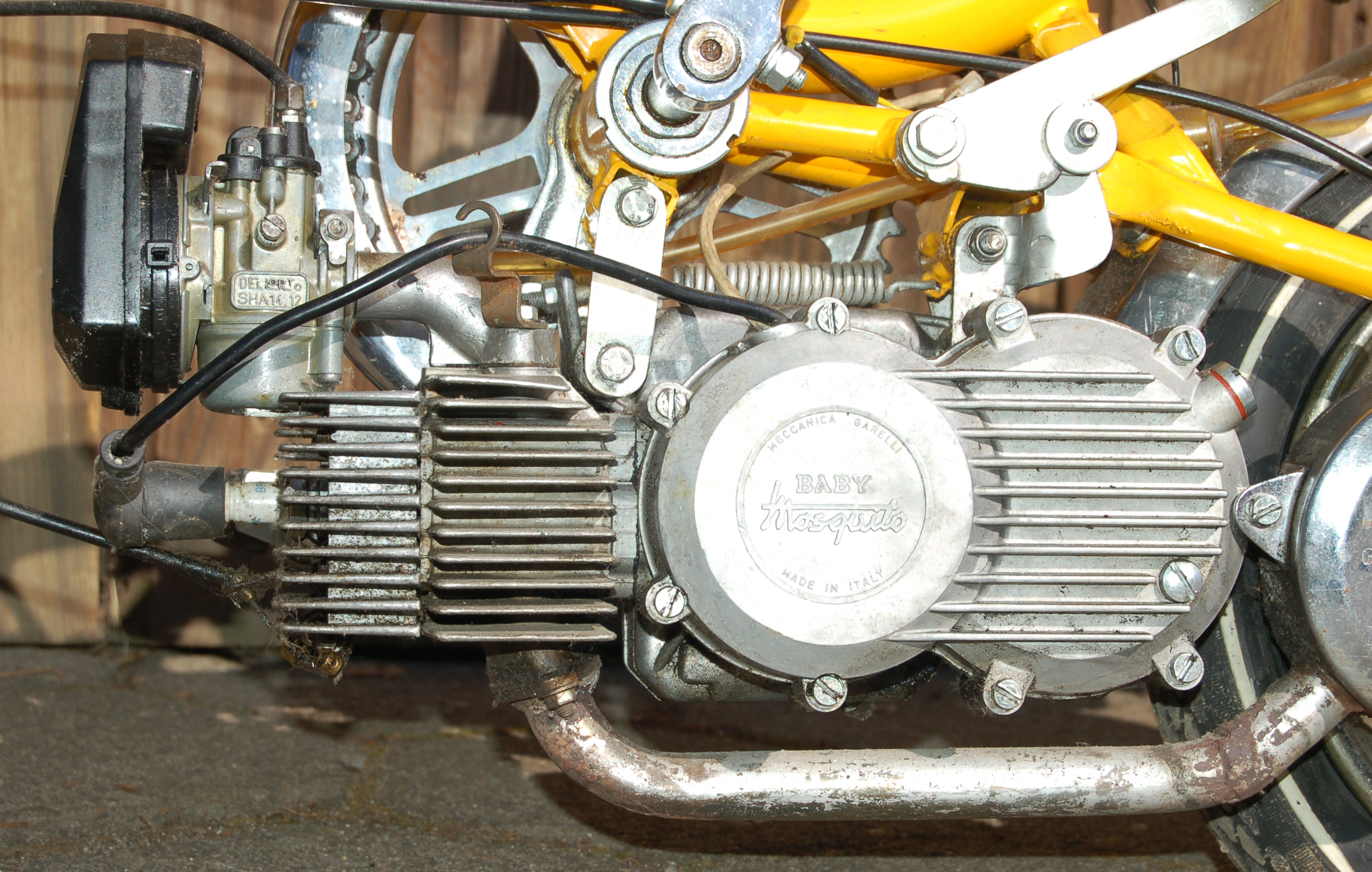
El motor Mosquito en un ciclomotor Garelli dels 70

Després de la Segona Guerra Mundial, la pèrdua de comandes militars i la gran necessitat de mitjans de transport econòmics que hi havia al país van atraure l'interès de la gran majoria d'empreses dedicades anteriorment a la indústria bèl·lica cap a la producció de motocicletes petites. De la mateixa manera que Piaggio va presentar la Vespa i Innocenti la Lambretta, Garelli va tornar al món de les dues rodes el 1953 amb el Mosquito 38-A, un innovador motor auxiliar de 38,5 cc dissenyat per a ser instal·lat en bicicletes.
Les particularitats del Mosquito eren la simplicitat i l'economia d'ús. Amb 1 litre de benzina es podien recórrer més de 70 km a una velocitat de 30 km/h.
Més endavant, es presentaren altres versions de Mosquito amb cilindrada més alta, com ara el Mosquito 38-B de 49 cc, o per a solucions tècniques més refinades com ara el "centrimatic", una mena d'avantpassat dels embragatges centrífugs que s'utilitzen als escúters moderns.
El 1956, Garelli va començar a vendre el motor en combinació amb el seu propi bastidor, un ciclomotor que s'anomenà "Mosquito 315". Aquest model va ser el punt de partida de realitzacions més elaborades que van provocar la fabricació del motor en cilindrades significativament més altes: 70 i fins i tot 100 cc.

### Les fusions

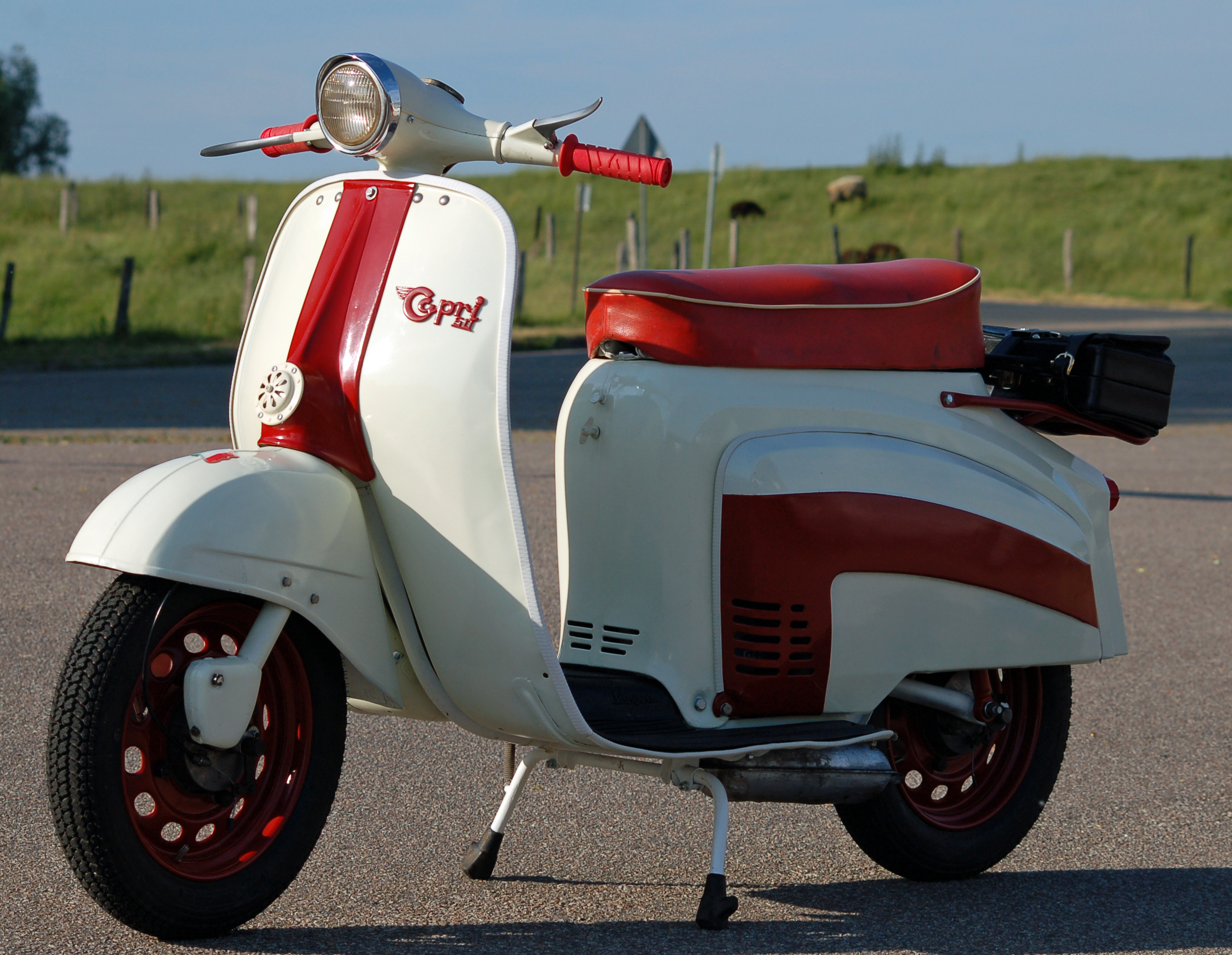
Agrati Capri 50 (1962-1968)

El 1961, Garelli va ser adquirida per Agrati, una empresa que ja produïa bastidors i muntava ciclomotors per a Garelli. Agrati tenia en producció des de 1959 els seus propis escúters "Capri", equipats amb motors Garelli (a més de Minarelli i Sachs) per a algunes versions, amb refrigeració del cilindre forçada per ventilador. Tot i que la fabricació dels ciclomotors Garelli es va traslladar a la fàbrica d'Agrati, a Cortenuova (frazione de Monticello Brianza, província de Lecco), els escúters Capri i Como van romandre-hi en producció fins al 1968 únicament sota la marca Agrati.
Durant la dècada del 1960 va aparèixer el model de ciclomotor Garelli "M" (de Mosquito), transformat el 1969 en el famós i molt venut "Gulp", disponible en versions Flex (d'una sola velocitat), Matic (automàtic de dues velocitats) i 3v (tres velocitats amb canvi al manillar). El motor, de cilindre vertical, disposava d'embragatge automàtic (als models Flex i Matic) que consistia a un coixinet de goma en bany d'oli que s'expandia en accelerar i engranava la velocitat. Aquest sistema feia que la conducció fos suau i lliure de sacsejades. El bastidor d'aquest ciclomotor era de tubs d'acer, motiu pel qual era famós per la seva proverbial resistència, fins i tot contra el rovell.
Durant la dècada del 1970 va aparèixer l'històric Ciclone, un ciclomotor de bastidor de xapa estampada del qual van derivar els futurs Formuno, Superciclone i Urka. Altres models d'èxit en aquella època varen ser el Katia (1973), el Vip (1978) i el Noi (1979).
A la dècada del 1980, les motocicletes Garelli estaven equipades amb motors Minarelli de cilindre horitzontal. Fou en aquella època quan Garelli va aconseguir nombrosos èxits esportius al mundial de motociclisme.
A finals dels vuitanta, Garelli es va fusionar amb Fantic Motor, també en greu crisi financera, donant vida al Gruppo FM (acrònim de "Fabbrica Motocicli") que acabà tancant portes el 1993. Els darrers models produïts abans de la fallida van ser els dos ciclomotors "Gary Uno" i "Gary Due" de 1992.
- Ciclomotors Garelli dels 60-70

"Ciclomotors
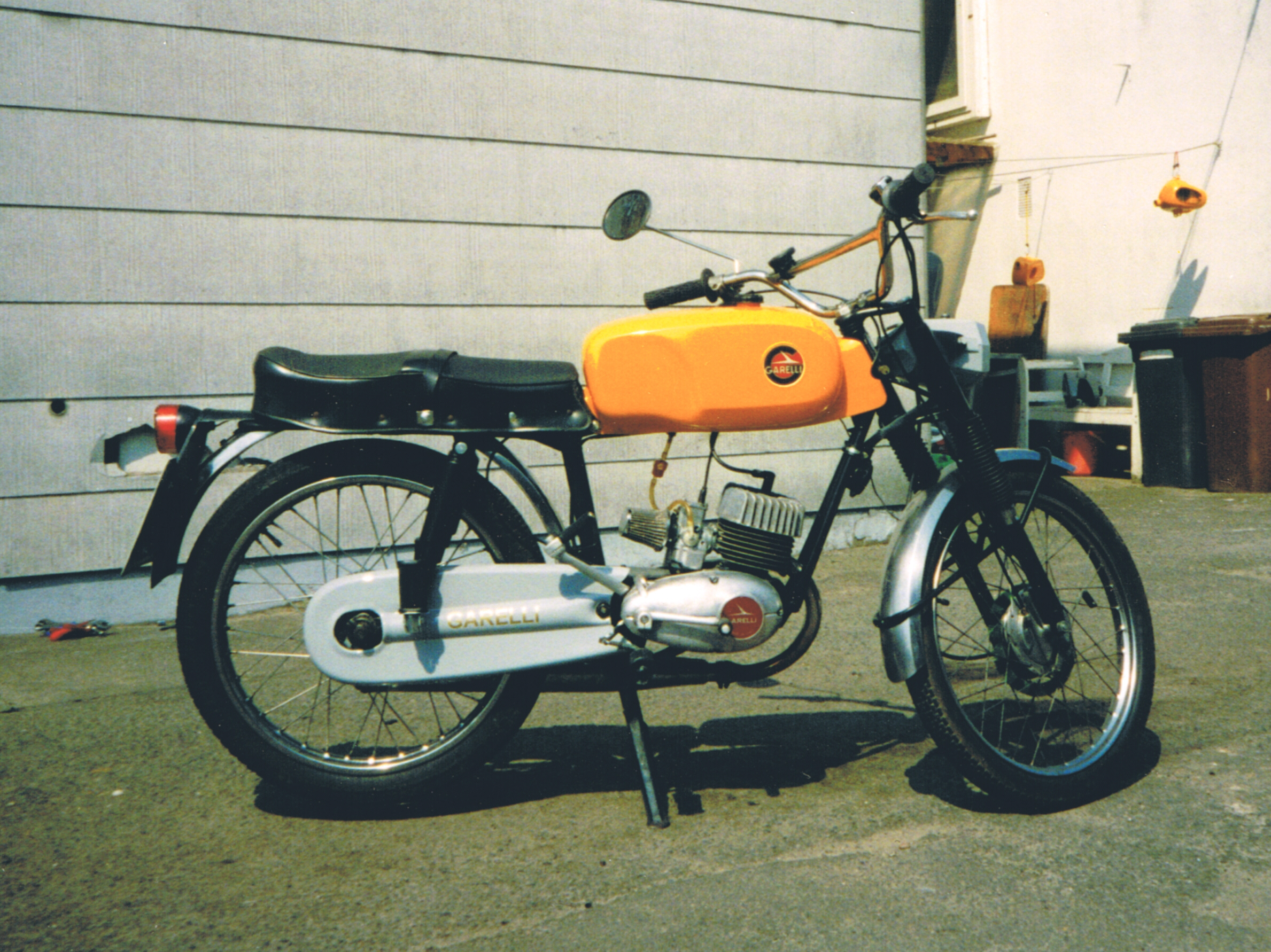
Garelli Junior Cross de 1967
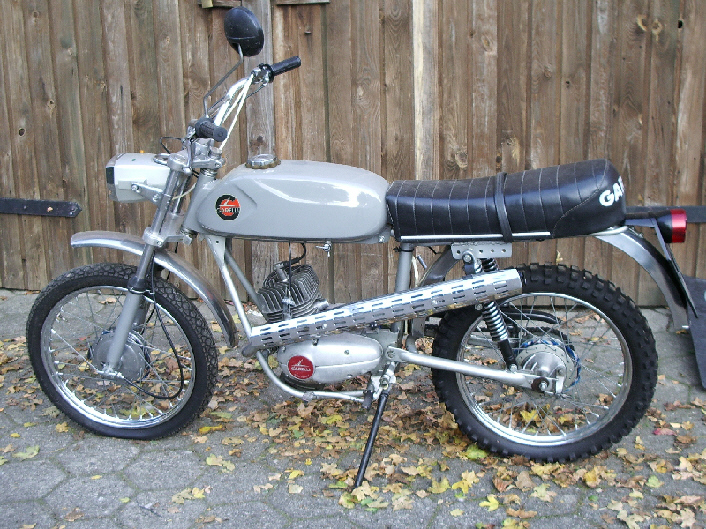
Garelli Cross de 1968
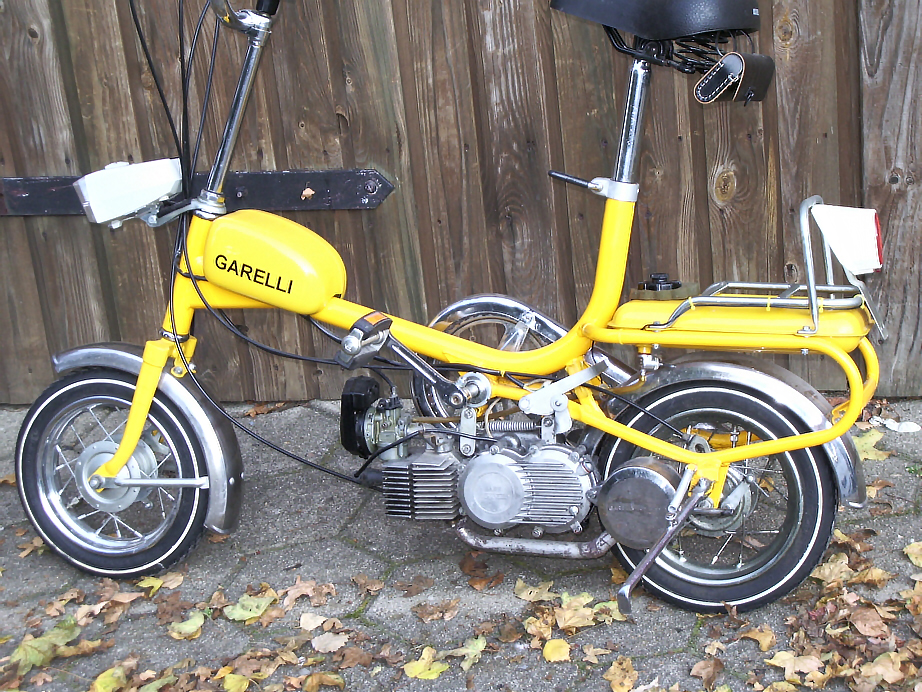
Garelli Baby Mosquito de 1972
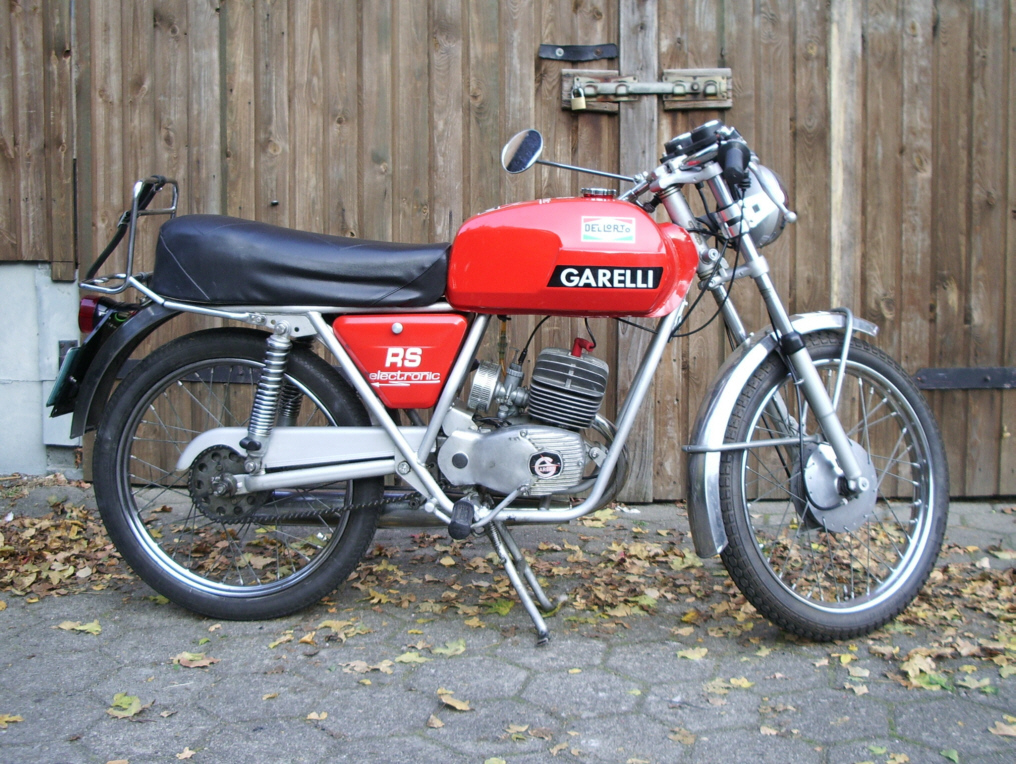
Garelli Rekord de 1973
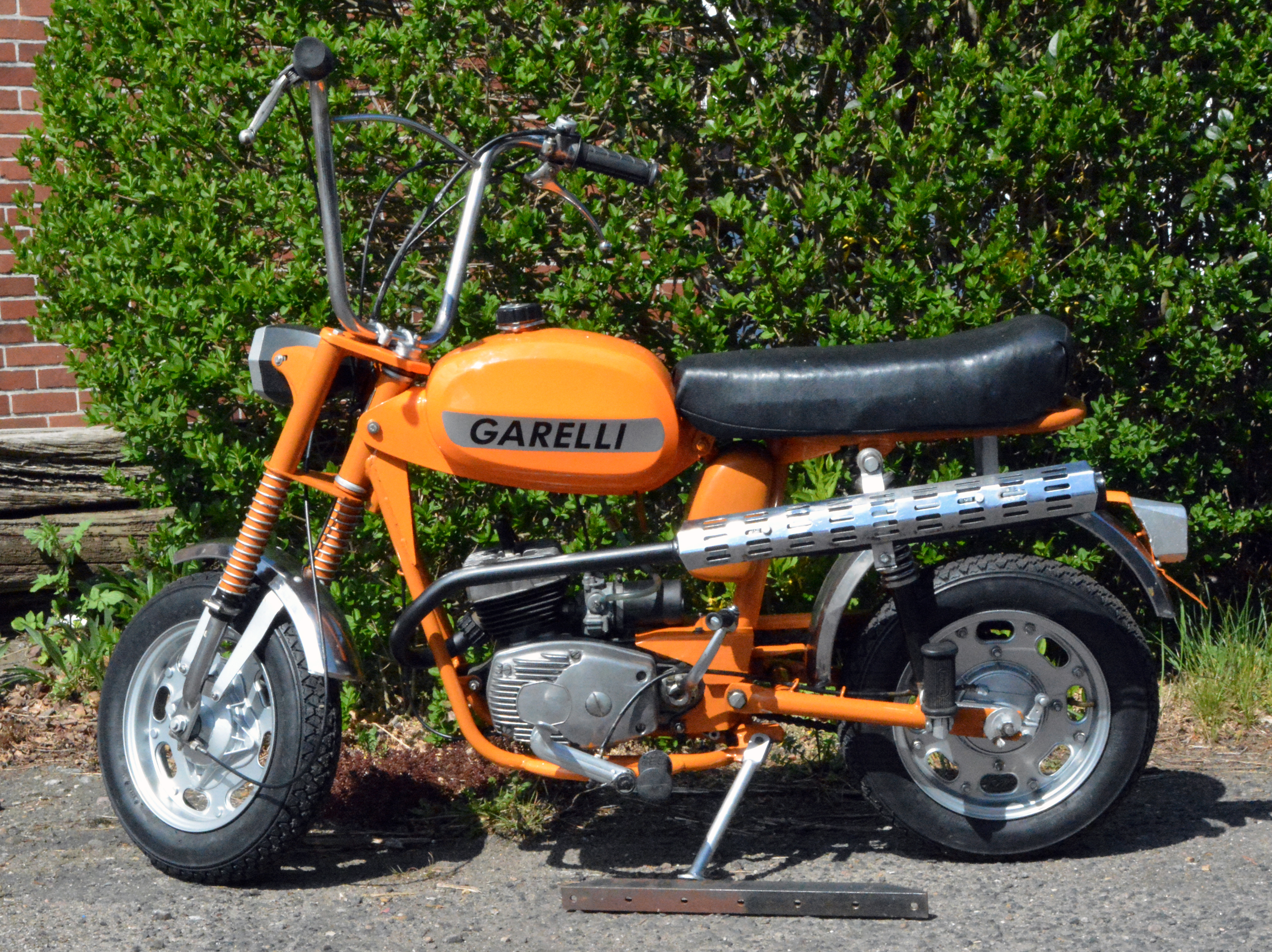
Garelli Bonanza de 1974

### Nuova Garelli
Al tombant del segle xx, la marca Garelli es va fer servir per a comercialitzar a Itàlia ciclomotors i escúters de diversos productors asiàtics, fins que el 2006 fou adquirida per Finsec srl, una empresa controlada pel holding de Paolo Berlusconi, germà de Silvio Berlusconi. Es fundà aleshores Nuova Garelli S.p.A., amb l'objectiu de comercialitzar a Europa escúters de disseny italià i producció xinesa.

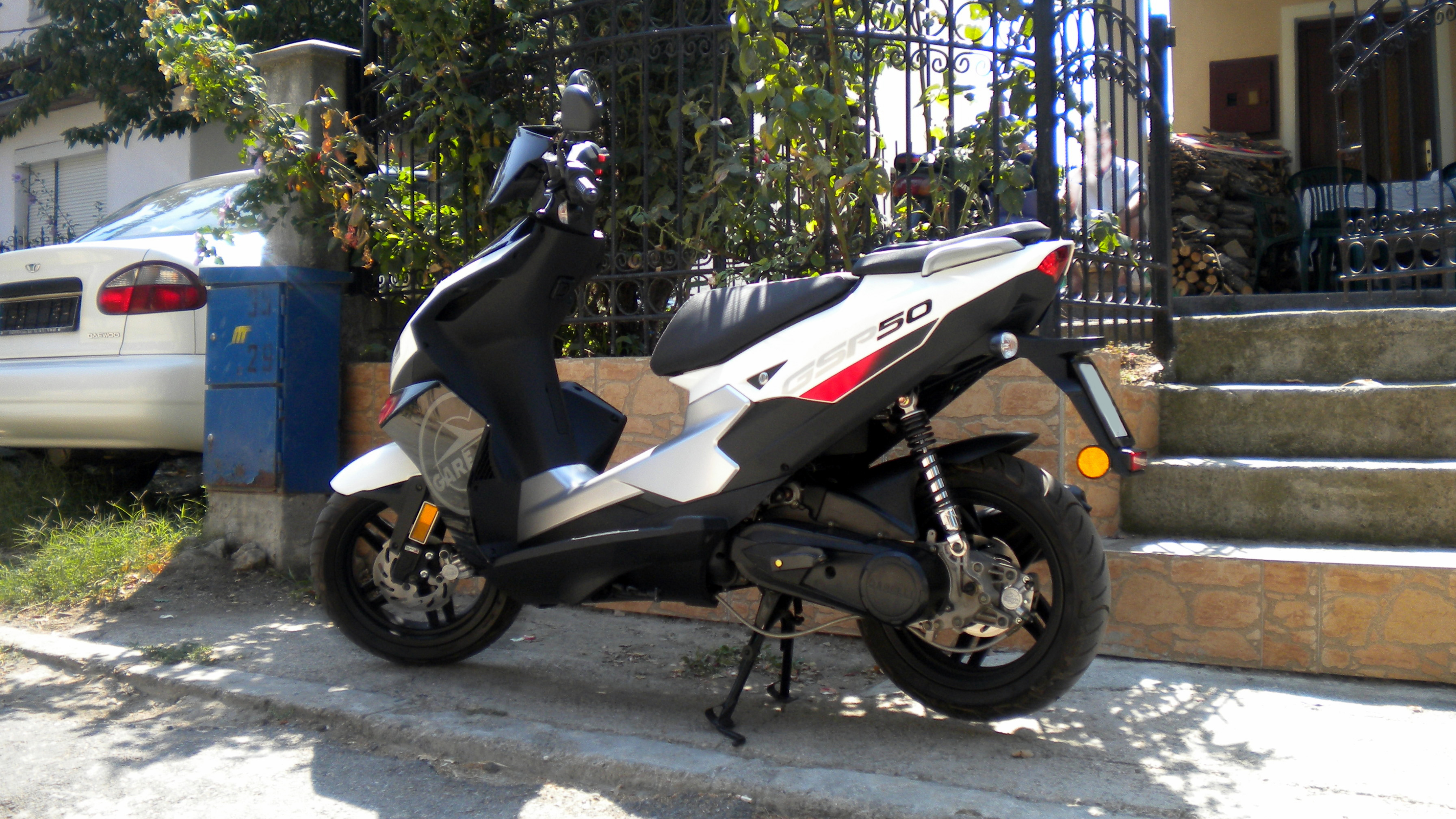
Un escúter Garelli GSP de la Nuova Garelli

Durant uns anys varen ser disponibles els escúters Garelli Ciclone, Vip i Capri, produïts per la Baotian Motorcycle Company a Jiangmen, a la Xina. A partir del 21 de maig de 2007, Garelli es va convertir en proveïdor oficial del Calcio Milan.
Com a conseqüència del fort descens de les vendes al sector dels ciclomotors i escúters de petita cilindrada, la Nuova Garelli va buscar una sortida al mercat de cilindrades més grans i es va proposar de comprar Moto Morini, en fallida. Malgrat tot, després de setmanes de negociacions, Nuova Garelli va retirar la seva oferta el 14 de juny de 2010 i va emetre un dur comunicat de premsa on deia que la retirada estava motivada per l'hostilitat o el desinterès que, segons Garelli, mantenia el conseller d'activitats productives de la província de Bolonya.

### Epíleg i renaixement
Després de més de cinc anys de gestió, constantment en pèrdues, el juny de 2011 Paolo Berlusconi va vendre la participació majoritària de Nuova Garelli SpA a la companyia d'inversió dels Abruços Ab Capital. L'any següent la companyia es va posar primer en liquidació i, més tard, Nuova Garelli Srl, la darrera empresa que va portar aquest nom, va entrar en un procés legal d'acord amb els creditors.
El 2018, els propietaris dels drets de la marca van signar un acord amb una empresa de San Marino per a l'arrendament de la marca. El mateix any, a l'EICMA de Milà, es va presentar una nova Ciclone, en aquest cas una moto elèctrica.

## Competició

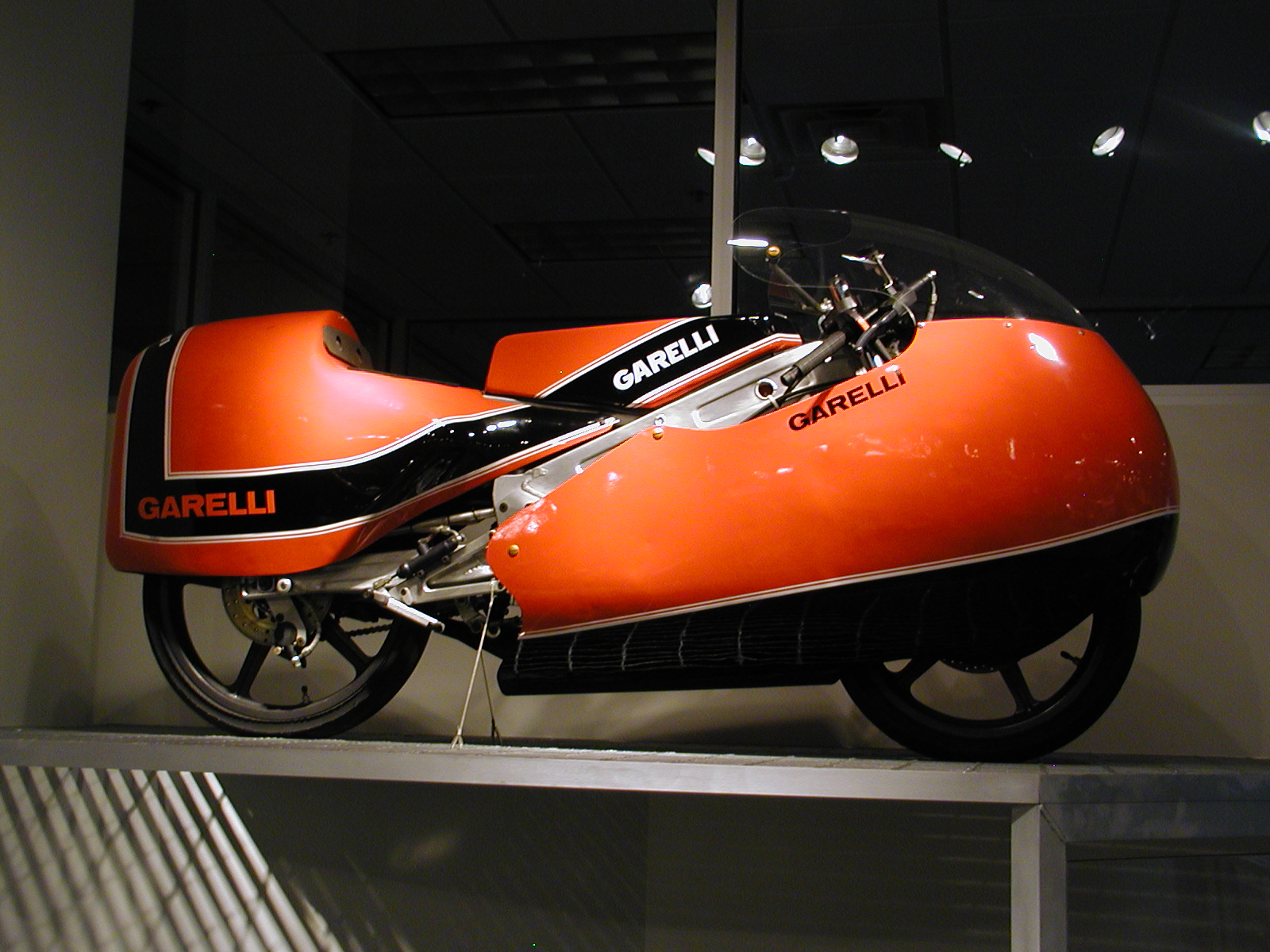
Una Garelli 50 GP preparada per a rècords de velocitat (1986)

Garelli va ser un dels principals protagonistes de les competicions nacionals i internacionals de l'època pionera. La marca va establir vuit rècords mundials de llarga distància el 3 de novembre de 1963 amb dues motos de 50 cc.
Després d'una llarga absència dels circuits, Garelli va tornar a les curses als anys vuitanta participant amb èxit en el campionat del món, on va guanyar 51 Grans Premis i 5 títols de constructors (un a la classe 50cc el 1983 i quatre a la classe 125cc). També va participar en els 250cc amb una bicilíndrica en V. La marca dominà especialment la categoria dels 125cc, guanyant-hi 6 títols de pilots consecutius entre 1982 i 1987 amb pilots com ara Ángel Nieto, Eugenio Lazzarini o Fausto Gresini.
També durant aquella època Garelli provà sort en la disciplina del trial, participant en el Campionat del Món des de mitjan anys 80 fins a començament dels 90 amb pilots com ara Peter Jahn o Donato Miglio, obtenint-hi però uns resultats discrets, el més destacable dels quals fou el vuitè lloc final de Miglio la temporada de 1987. El primer pilot que havia fitxat Garelli per a competir amb la seva moto al mundial, la temporada de 1985, fou Bernie Schreiber. En provar la moto, però, l'americà s'adonà que no era gens competitiva i ambdues parts arribaren a un acord amistós pel qual Schreiber quedà dispensat de seguir pilotant la Garelli a canvi de no competir amb cap altra marca durant la temporada.

### Palmarès al mundial
Garelli guanyà els següents títols de pilots i constructors al mundial de velocitat:
| Any  | 125cc          | Constructors |
| ---- | -------------- | ------------ |
| 1982 | Ángel Nieto    | 125cc        |
| 1983 | Ángel Nieto    | 50cc         |
| 1984 | Ángel Nieto    | 125cc        |
| 1985 | Fausto Gresini |              |
| 1986 | Luca Cadalora  | 125cc        |
| 1987 | Fausto Gresini | 125cc        |